# Andamiaje (programación)
El andamiaje, utilizado en Informática, puede referirse a dos técnicas. La primera es una técnica de generación de código admitida por algunos entornos Modelo–vista–controlador. La segunda es una técnica de generación de proyectos utilizada en varias herramientas. 

## Generación de código
El andamiaje es una técnica utilizada por algunos frameworks Modelo–vista–controlador en los cuales el programador puede especificar cómo se puede usar la base de datos de la aplicación. El framework o compilador utiliza esta especificación, junto con plantillas de código predefinidas, para generar el código final que la aplicación puede usar para crear, leer, actualizar y borrar entradas de la base de datos, tratando así las plantillas como un "andamio" sobre el cual construir una aplicación más fuerte.
El andamiaje es una evolución de generadores de código de base de datos de entornos de desarrollo anteriores, como CASE Generator de Oracle y otros productos de desarrollo de software cliente-servidor 4GL.
El andamiaje se hizo popular por el framework Ruby on Rails. Se ha adaptado a otros entornos, incluidos OutSystems Platform, Express Framework, Play framework, Django, Web2py, MonoRail , Brail, Symfony, Laravel, CodeIgniter, Yii, CakePHP, Phalcon PHP, Model-Glue, PRADO, Grails, Catalyst, Seam Framework, Spring Roo, JHipster, ASP.NET Dynamic Data, ASP.NET MVC framework y Kumbia PHP.

## Generación de proyectos
Los proyectos de software normalmente comparten ciertas convenciones en su estructura y requisitos. Por ejemplo, normalmente se separan las carpetas de código fuente , archivos binarios y tests., así como otros archivos de licencias, notas de publicación e información de contacto. Para simplificar la creación de los proyectos que siguen estas convenciones, las herramientas de "andamiaje" las pueden generar automáticamente al principio de cada 
proyecto. Algunos ejemplos de estas herramientas incluyen Yeoman, Cargo y Ritchie CLI.